# Floraison des bambous

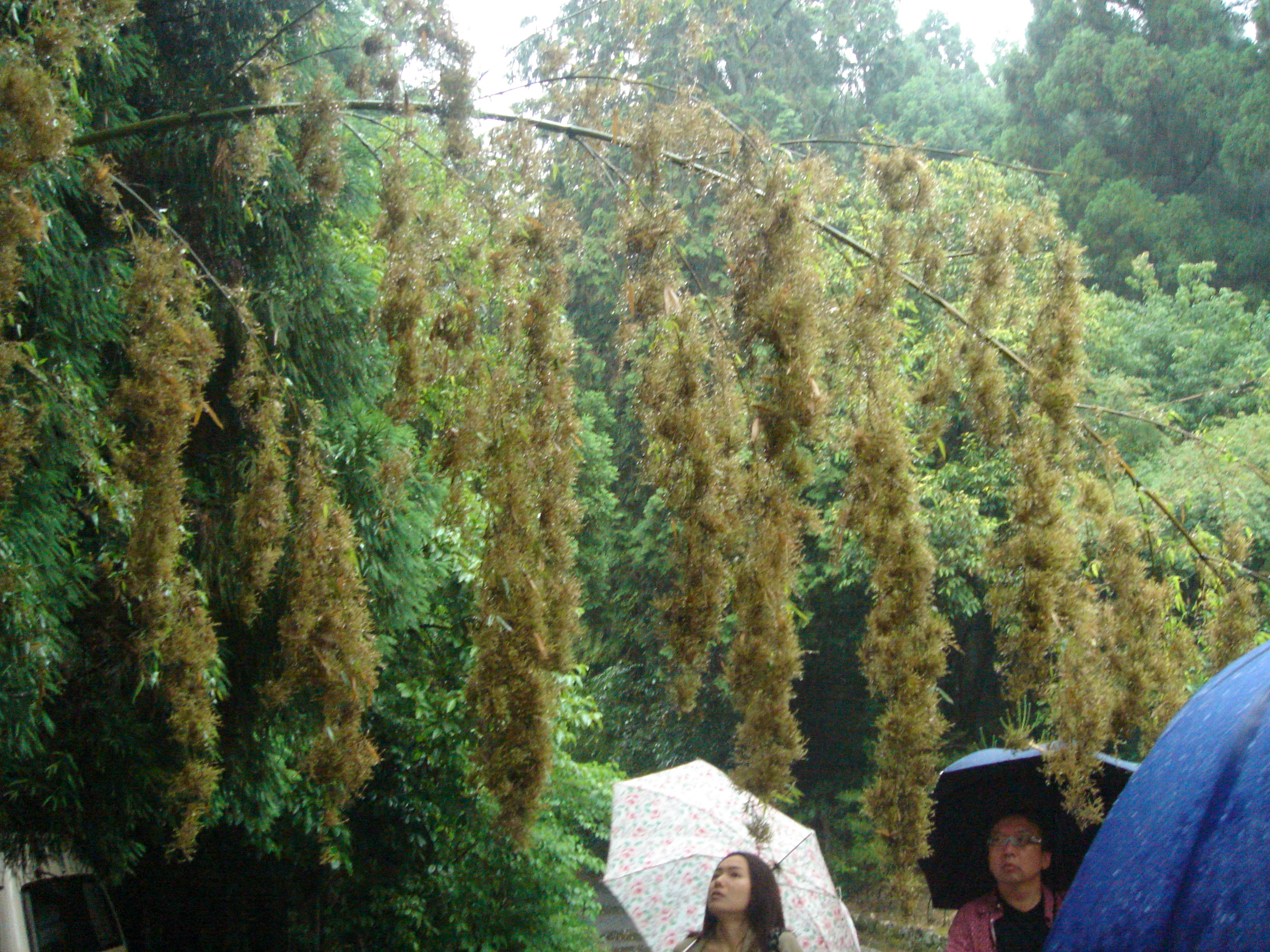
Bambous en fleur.

La floraison des bambous obéit à un cycle variable selon les espèces. Elle peut être annuelle, sporadique ou périodique. La floraison périodique, ou grégaire, est un phénomène naturel par lequel les bambous ligneux d'un lieu donné fleurissent en masse simultanément et produisent des graines avant de mourir. En Chine, en Thaïlande et en Inde, la « floraison des bambous » était traditionnellement considérée comme une malédiction ou l'annonce d'une famine à venir.

## Floraison grégaire

### Mécanisme
Les bambous ont généralement un cycle de vie d'environ 40 à 80 ans, variable selon les espèces. Normalement, les nouveaux bambous se développent à partir de pousses (turions) issues des rhizomes. À intervalles peu fréquents chez la plupart des espèces, ils commencent à fleurir. Après la floraison, les fleurs produisent des graines (appelés « riz de bambou » dans certaines régions d'Inde et de Chine). Après cela, la forêt de bambou s'éteint. Comme une population de bambous se développe généralement à partir d'un seul bambou, la mort des bambous se produit simultanément sur une grande surface.

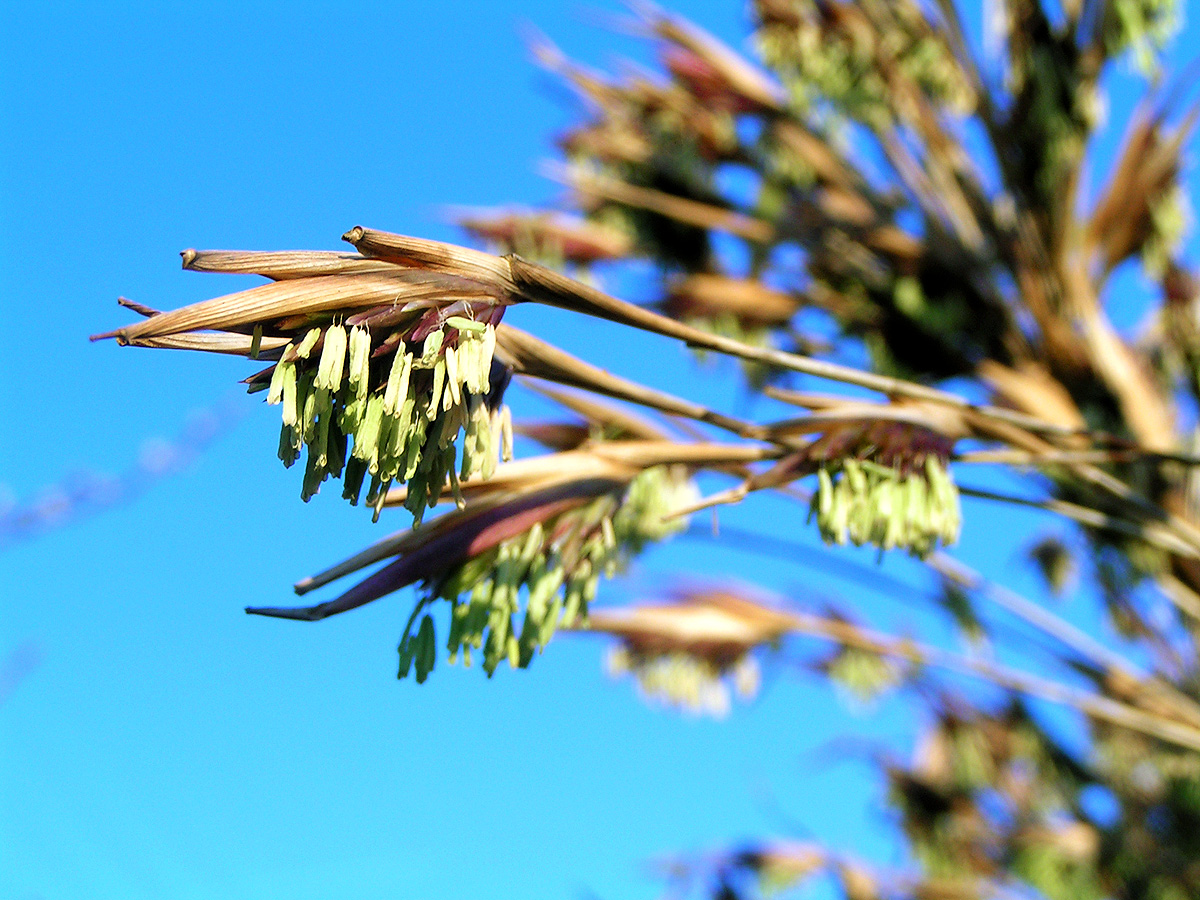
Bambou en fleurs.

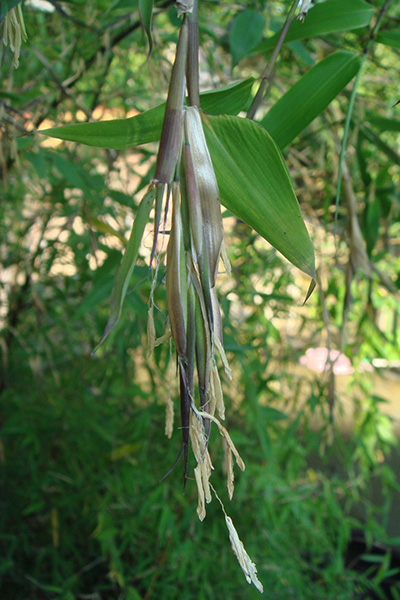
Phyllostachys Glauca 'Yunzhu' en fleurs.

Beaucoup d'espèces de bambous fleurissent seulement à des intervalles de 65 à 120 ans. Ces taxons présentent une floraison en masse (ou floraison grégaire), toutes les plantes d'une certaine « cohorte » fleurissent ensemble sur une période de plusieurs années. N'importe quelle plante issue par propagation végétative (clonale) de cette cohorte fleurira également en même temps, même si elle a été plantée dans un endroit différent. L'intervalle de floraison le plus long connu est de 130 ans, et concerne l'espèce Phyllostachys bambusoides (Sieb. & Zucc.). Dans cette espèce, toutes les plantes de la même souche fleurissent en même temps, indépendamment des différences de lieux géographiques ou de conditions climatiques, et meurent ensuite. L'absence d'influence de l'environnement sur l'époque de la floraison indique l'existence dans chaque cellule de la plante d'une sorte d'« alarme »  qui signale le détournement de toute l'énergie vers la production des fleurs et l'arrêt de la croissance végétative. Ce mécanisme, ainsi que sa cause évolutive, reste encore largement un mystère.
Une hypothèse pour expliquer l'évolution de ce phénomène sémelpare de floraison en masse est celle de la « satiété des prédateurs », qui suppose qu'en fructifiant en même temps, une population de bambous augmente le taux de survie de ses graines en « inondant » la zone de fruits. Par conséquent, même si les prédateurs en consomment à satiété, il restera toujours des graines. Comme le cycle de floraison est plus long que la durée de vie des rongeurs prédateurs, les bambous peuvent de cette façon réguler les populations animales en provoquant des famines chez leurs prédateurs entre deux floraisons successives. Ainsi, la mort d'un clone adulte est due à l'épuisement des ressources, car il serait plus efficace pour les plants-mères de consacrer toutes les ressources disponibles à la production d'une grande quantité de semences que de retenir l'énergie pour leur propre régénération
Une autre hypothèse, celle du  « cycle du feu », suppose que la floraison périodique suivie de la mort des plantes adultes a évolué en tant que mécanisme créant des perturbations dans l'habitat, fournissant ainsi aux plantules un espace dans lequel se développer. Cela suppose que les tiges mortes constituent une grande masse de combustible, et aussi une cible facile pour les coups de foudre, augmentant la probabilité de feux de forêt. Parce que les bambous peuvent être précocement très compétitifs dans une succession végétale, les jeunes plantules seraient en mesure de dominer d'autres plantes et d'occuper l'espace laissé par leurs parents.
Cependant, ces deux hypothèses ont été contestées pour des raisons différentes. L'hypothèse de la satiété des prédateurs n'explique pas pourquoi le cycle de floraison est dix fois plus long que la durée de vie des rongeurs locaux, ce qui n'est pas prédit. L'hypothèse du cycle du feu des bambous est considérée comme déraisonnable par quelques scientifiques ; ils arguent que les feux sont liés à l'activité humaine et qu'il n'y a pas de feux naturels en Inde. Cette notion est considérée comme erronée au vu de la répartition des données sur la foudre pendant la saison sèche dans toute l'Inde. Un autre argument contre cette hypothèse est l'absence de précédent de tout organisme vivant qui exploiterait un phénomène aussi imprévisible que la foudre pour augmenter ses chances de survie dans le cadre du progrès naturel de l'évolution.
Plusieurs espèces de bambous sont connues pour ne jamais produire de graines, même si des floraisons sporadiques ont été signalées. C'est le cas par exemple de Bambusa vulgaris, Bambusa balcooa et  Dendrocalamus stocksii.

### Conséquences

#### Crises économiques et écologiques
La fructification en masse a également des conséquences économiques et écologiques directes. L'énorme augmentation des fruits disponibles dans les forêts provoque souvent un essor dans les populations de rongeurs, entraînant une augmentation des maladies et de la famine dans les populations humaines à proximité. Par exemple, des conséquences dévastatrices se produisent lorsque la population de Melocanna baccifera (syn. = Melocanna bambusoides) fleurit et donne des fruits une fois tous les 30 à 35 ans autour du golfe du Bengale. La mort des bambous après leur fructification signifie que les populations locales perdent leur matériau de construction, et la forte augmentation de la quantité disponible de graines de bambous conduit à une augmentation rapide des populations de rongeurs. Le nombre de rongeurs augmentant, ils consomment tous les aliments disponibles, y compris dans les champs de céréales et les aliments stockés, entraînant parfois la famine. Ces rats peuvent également transmettre des maladies dangereuses, comme le typhus, la typhoïde et la peste bubonique, qui peuvent atteindre des proportions épidémiques à mesure que le nombre de rongeurs augmente. La relation entre les populations de rats et la floraison des bambous a été examinée dans un documentaire de 2009, Rat Attack de l'émission télévisée  Nova, diffusée aux États-Unis .
Ces crises induites par la floraison puis la mort des peuplements de Melocanna baccifera sont connues localement sous le nom de mautam.

#### Cas du panda géant
La mort soudaine de vastes étendues de bambous exerce une pression sur les animaux qui dépendent du bambou comme source de nourriture, comme c'est le cas du panda géant (Ailuropoda melanoleuca), espèce menacée.
En Chine, le panda géant est étroitement associé aux bambous. Le panda a en effet des habitudes alimentaires très spécifiques : c'est un herbivore, brouteur obligatoire de bambous, se nourrissant de pousses de bambou des genres Bashania et Fargesia. La floraison de ces espèces entraîne une privation de nourriture pour les pandas. Autrefois, lors des périodes de floraison grégaire, les pandas pouvaient migrer vers d'autres zones où des cohortes de bambous non florifères étaient en phase de croissance. Cependant, la fragmentation du territoire induite par l'expansion de l'agriculture, empêche désormais les pandas de se déplacer comme il le faisaient auparavant vers des zones de bambous en phase de végétation. Ainsi, la menace principale pour la population de pandas est principalement liée à la destruction de leur habitat plutôt qu'à la floraison grégaire des bambous.

#### Régénération des peuplements de bambous
La floraison produit de grandes quantités de graines, généralement suspendues à l'extrémité des branches. Ces graines sont destinées à donner naissance à une nouvelle génération de plantes qui peuvent être identiques en apparence à celles qui ont précédé la floraison, ou qui peuvent produire de nouveaux cultivars aux caractéristiques différentes, comme la présence ou l'absence de rayures ou d'autres changements de la coloration des tiges.